# Rahmenordnung für die Priesterbildung der Deutschen Bischofskonferenz
Das Zweite Vatikanische Konzil hat den Bischofskonferenzen im Jahre 1969 die Entscheidung über die Voraussetzungen der Priesteraus- und Weiterbildung übertragen, damit „die allgemeinen Gesetze den besonderen örtlichen und zeitlichen Verhältnissen so angepasst werden, dass die Priesterausbildung immer den pastoralen Erfordernissen der Länder entspricht, in denen die Priester ihren Dienst auszuüben haben“.
In seinem ersten Abschnitt behandelt das Dokument das „Bildungsziel“, gegliedert in die Bildungsphasen, geistliches Leben und menschliche Reifung und theologische Bildung sowie pastorale Befähigung. 
Der zweite Abschnitt befasst sich mit der Ausbildung in einem Seminar oder Theologenkonvikt und der damit verbundenen Verantwortung des Bischofs und der Priester. Dabei regelt es explizit die Aufgaben der Seminarleitung, des Spirituals und die Mitverantwortung der Studenten.